# جان پلینگ (ورزشکار)
جان پلینگ (انگلیسی: John Pelling؛ زادهٔ ۲۷ مهٔ ۱۹۳۶) ورزشکار شمشیربازی اهل بریتانیا است.
وی در مسابقات کشوری و بین‌المللی در مجموع برندهٔ ۲ مدال طلا، ۳ مدال نقره شده‌است.